# Thomas Jensen
Thomas Jensen, né le 19 octobre 1970 à Aarhus (Danemark), est un homme politique danois, membre de la Social-démocratie.

## Biographie
Après ses études secondaires, Thomas Jensen occupe différents emplois dans le secteur de la restauration, avant de commencer des études de sciences politiques à l'université de Copenhague. Pendant ses études, il travaille pour la Social-démocratie (dont il dirige la branche étudiante, le Frit Forum, de 2002 à 2003) et, après l'obtention de sa licence, est embauché par la confédération syndicale LO.
Il est élu député au Folketing sous les couleurs sociales-démocrates lors des élections législatives du 13 novembre 2007. En août 2008, il devient le porte-parole du groupe parlementaire social-démocrate pour le logement.
Il remporte un second mandat lors des élections législatives de septembre 2011. Il devient porte-parole des sociaux-démocrates pour la politique fiscale après le scrutin. Quand Benny Engelbrecht entre au gouvernement en septembre 2014, il le remplace comme porte-parole social-démocrate pour le commerce.
Il est réélu pour un troisième mandat lors des élections législatives de juin 2015. Il devient alors porte-parole de son groupe pour les affaires européennes. Il quitte ce rôle en 2016 pour retrouver celui de porte-parole sur le commerce.
Il remporte un quatrième mandat lors des élections législatives de juin 2019. Il devient alors le porte-parole du groupe social-démocrate pour les questions de transports.
Il est réélu pour un cinquième mandat lors des élections législatives du 1er novembre 2022. Il conserve alors son rôle de porte-parole social-démocrate pour les transports.
En mars 2025, il annonce qu'il ne sera pas candidat à un nouveau mandat lors des prochaines élections législatives.